# Roelof de Roo
Roelof de Roo (født 1944) er en nederlandsk kunstmaler, der har været aktiv siden slutningen af 1970'erne. Han har specialiseret sig i at male bylandskaber fra København, Amsterdam og Berlin. Desuden har han malet en række jernbanemiljøer og stationer. Han har udstillet på en række museer og gallerier i Danmark og Nederlandene.
Roelof de Roo er inspireret af den nederlandske malerkunst fra det 17. århundrede og af 1930'ernes realistiske malerier. Hans malerier gengiver således bestemte steder, som de lokalkendte nemt vil kunne genkende. Det gennemgående tema er imidlertid tiden på dagen og årstiden med de forskellige stemninger det giver. Typiske motiver er således aftenstemning, det være sig på en gade i storbyen, på en københavnsk S-togsstation eller et sted på landet på Salling og Mors. Et gennemgående træk for malerierne er desuden, at de er mennesketomme, eller at menneskerne højst er antydede. Det ses således ved de mange malerier af jernbanestationer, hvor sindsstemninger som ensomhed og vemod bliver afspejlet i arkitektur og rum.
I forbindelse med en udstilling hos Morsø Kunstforening i 2017 beskrev Roelof de Roo sin arbejdsproces således: "Udgangspunktet og fremgangsmåden i den kreative proces har altid været at skabe en syntese mellem den æstetiske virkelighed, det umiddelbart synlige og den imaginære, mere personlige erindringsverden. Når jeg taler om æstetisk virkelighed, mener jeg ikke nødvendigvis noget smukt, da man meget godt kan bruge sin fantasi til at genkende skønhed i det usædvanlige og det ufuldkomne."